# Lino Facioli
Lino Facioli (Ribeirão Preto, 29 de julio de 2000) es un actor brasileño conocido por interpretar a Robin Arryn en la serie de HBO Juego de tronos.

## Primeros años
Facioli se trasladó a Inglaterra con su familia cuando tenía 4 años de edad. Mostró interés por la actuación a los 7 años, cuando fue inscrito en una escuela de teatro en Londres. 

## Carrera
En 2010, comenzó su carrera con apariciones en cortometrajes y series de televisión. Su primer trabajo profesional fue en el cortometraje británico Awfully Deep en 2010. Ese mismo año, se unió al elenco de Get Him to the Greek, interpretando al hijo del actor británico Russell Brand. Actualmente, el actor interpreta a Robin Arryn en la serie de televisión de HBO Juego de tronos. En 2014, el actor protagonizó la película O Menino no Espelho.
Y en 2020 aparece en la segunda temporada de Sex education de Netflix como Dex miembro del club de los cerebrines de moordale.

## Filmografía
| Año                     | Título               | Papel               | Notas        |
| ----------------------- | -------------------- | ------------------- | ------------ |
| 2010                    | Get Him to the Greek | Naples              |              |
| 2010                    | Awfully Deep         | Lino                | Cortometraje |
| 2011, 2014 - 2016, 2019 | Juego de tronos      | Robin Arryn         | 9 episodios  |
| 2014                    | O Menino no Espelho  | Fernando / Odnanref |              |
| 2020                    | Sex Education        | Dex                 | 2ª temporada |